# Łazy (województwo lubelskie)
Łazy – wieś w Polsce, w województwie lubelskim, w powiecie łukowskim, w gminie Łuków. Leży na Równinie Łukowskiej, na prawym zboczu doliny Krzny Południowej, w odległości 3 km w kierunku wschodnio-południowo-wschodnim od centrum Łukowa.
| SIMC    | Nazwa              | Rodzaj    |
| ------- | ------------------ | --------- |
| 0679820 | Łazy-Kolonia Druga | część wsi |

Wieś szlachecka położona była w drugiej połowie XVI wieku w ziemi łukowskiej województwa lubelskiego. Do połowy XX w. Łazy były siedzibą gminy Gołąbki. W latach 1975–1998 miejscowość administracyjnie należała do województwa siedleckiego.
Wieś stanowi sołectwo w gminie Łuków. Według Narodowego Spisu Powszechnego z roku 2011 wieś liczyła  mieszkańców. W miejscowości znajduje się publiczne przedszkole.
23 sierpnia 1842 r. w Łazach urodził się Franciszek Wilczyński adiutant ks. Stanisława Brzóski w powstaniu styczniowym. 
W 1859 r. w Łazach urodził się kompozytor i pianista Henryk Pachulski.
Łazowski Klub Sportowy ŁKS Łazy — klub piłkarski, powstały w Łazach w 1994 roku. Od sezonu 1999/2000 do chwili obecnej (2009 r.) zespół występuje w rozgrywkach Klasy Okręgowej Bialskopodlaskiego Okręgowego Związku Piłki Nożnej (V liga).
Podstrefa Łuków Tarnobrzeskiej Specjalnej Strefy Ekonomicznej „Euro-Park Wisłosan”. W wyniku starań władz gminy Łuków, 14 listopada 2007 r. — rozporządzeniem Rady Ministrów zmieniającym rozporządzenie w sprawie Tarnobrzeskiej Specjalnej Strefy Ekonomicznej (Dz.U. Nr 215, poz. 1587) — została utworzona w Łazach Podstrefa Łuków, o powierzchni 24,29 ha. Rozporządzenie weszło w życie 1 XII 2007 r.. Teren ten znajduje się przy drodze z Łazów do Podgaju, w sąsiedztwie wsi Podgaj i Aleksandrów.
Wierni Kościoła rzymskokatolickiego należą do parafii Podwyższenia Krzyża Świętego w Łukowie.